# Jean Levavasseur
Jean Georges Levavasseur, född 8 juni 1924 i Chatou, död 10 februari 1999 i Poissy, var en fransk fäktare.
Levavasseur blev olympisk bronsmedaljör i sabel vid sommarspelen 1952 i Helsingfors.